# Arqueofito

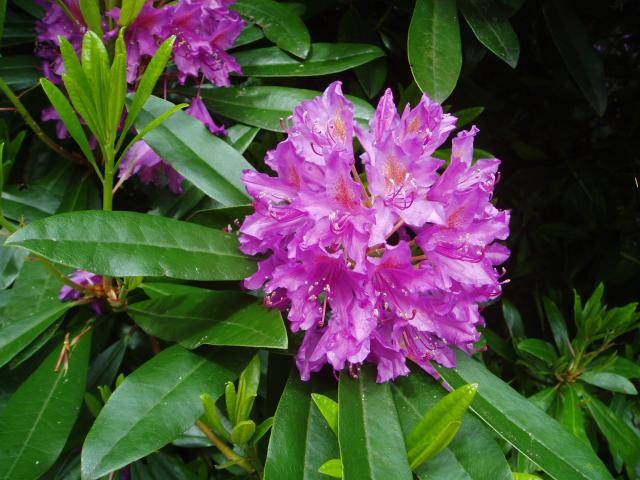
El Rhododendron ponticum es un ejemplo de una especie que recolonizó el centro y el norte de Europa después de la Edad del Hielo.

Un arqueofito es una especie de planta que no es nativa de una región geográfica, pero que fue una especie introducida en tiempos antiguos, en lugar de ser una introducción moderna. Los que llegan después se llaman neófitos.
La fecha de corte suele ser el comienzo del período moderno temprano (finales del siglo XV o XVI). En Gran Bretaña, se considera arqueófitos a aquellas especies introducidas por primera vez antes del año 1492, cuando Cristóbal Colón llegó al Nuevo Mundo y comenzó el Intercambio Colombino.

## Fondo
Los arqueofitos incluyen numerosas especies de malas hierbas, cuyas semillas se han encontrado en excavaciones arqueológicas, a las que fueron traídas por personas (antropocoria), animales (zoocoria) o el viento (anemocoria).
En algunos casos, las especies introducidas, ya sean arqueófitas o neófitas, pueden haber sido especies nativas antes de las edades de hielo, que extirparon un gran número de especies de plantas. Los arqueofitos de Europa Central provienen casi todos de la región mediterránea y las áreas vecinas de Asia occidental, ya que fueron introducidos en Europa Central con el comienzo de la agricultura y cada vez más desde la época romana. Por lo tanto, incluyen muchas plantas familiares como manzanas, peras, ciruelas cultivadas, cereales como el trigo y la cebada, así como flores y plantas medicinales como la amapola, el aciano y el maíz.
La colisión de Australia con la Placa Euroasiática provocó que otras plantas del sudeste asiático entraran en la flora australiana, como Lepidium y Chenopodioideae. Además, el contacto entre los aborígenes australianos y los de Nueva Guinea antes del aumento del nivel del mar que aisló a Australia de Nueva Guinea a principios del Holoceno puede explicar la presencia de especies domesticadas de Nueva Guinea como el taro (Colocsia esculenta) y los plátanos (Musa acuminata) en el norte de Australia. Las migraciones asistidas también pueden ser la razón por la que algunas plantas de la selva tropical procedentes de Nueva Guinea entraron en el norte de Australia hace más de 10.000 años.

## Ejemplos
Los arqueofitos son a menudo especies cultivadas, transportadas deliberadamente por el hombre, pero también suelen ser malas hierbas de cultivo, esparcidas accidentalmente con el grano. Los arqueófitos del Reino Unido incluyen el castaño, el trigo, la amapola, la valeriana roja, el saúco, la jabonera, entre otros.
Otros ejemplos incluyen:
- Agrostemma githago
- Avena fatua
- Chenopodium polispermo
- Euphorbia helioscopia
- Setaria viridis
- Vicia hirsuta
- Galium tricornutum